# Джаоре
Джаоре — село в Николаевском районе Хабаровского края. Входит в состав Нижнепронгенского сельского поселения.

## География
Село находится на берегу Амурского лимана.

### Климат
Климат умеренный муссонный.
| Показатель                   | Янв.  | Фев.  | Март  | Апр. | Май | Июнь | Июль | Авг. | Сен. | Окт. | Нояб. | Дек.  | Год  |
| ---------------------------- | ----- | ----- | ----- | ---- | --- | ---- | ---- | ---- | ---- | ---- | ----- | ----- | ---- |
| Средняя температура, °C      | −18,4 | −16,6 | −10,1 | −3   | 2,8 | 10,6 | 15,7 | 16,3 | 10,5 | 2,7  | −8,3  | −16,7 | −1,2 |
| Норма осадков, мм            | 27    | 20    | 35    | 34   | 60  | 60   | 69   | 116  | 88   | 88   | 49    | 32    | 678  |
| Источник: ФГБУ "ВНИИГМИ-МЦД" |       |       |       |      |     |      |      |      |      |      |       |       |      |

## Население
| 2002 | 2010 | 2011 | 2012 | 2021 |
| ---- | ---- | ---- | ---- | ---- |
| 9    | ↘3   | →3   | ↘0   | →0   |

## Улицы
В селе имеется одна улица — Береговая.

## Экономика
Население села в основном занято обслуживанием метеорологического и гидрографического оборудования, а также рыболовством.

## Инфраструктура
В селе расположены маяк и метеостанция.